# Franz Aepinus
Franz Ulrich Theodor Aepinus (13 décembre 1724 - 10 août 1802) est un physicien et médecin allemand. Né à Rostock en Saxe, il est décédé à Dorpat en Livonie.

## Biographie
Il est descendant de Johannes Aepinus (1499-1553), théologien et controversiste de la Réforme protestante. Après avoir étudié la médecine pendant un temps, Franz Aepinus se consacre à la physique et aux mathématiques, disciplines dans lesquelles il gagne vite la reconnaissance en devenant membre de l'Académie de Berlin. En 1757 il s'établit à Saint-Pétersbourg comme membre l'Académie impériale des sciences et professeur de physique, fonctions qu'il occupe jusqu'à sa retraite en 1798. Il passe le reste de sa vie à Dorpat, où il meurt le 10 août 1802.
Il bénéficia des faveurs spéciales de l'impératrice Catherine II qui le nomma tuteur de son fils, le futur Paul I , et s'efforça avec succès d'établir des écoles normales sous direction à travers l'empire. Aepinus est cependant plus connu pour ses recherches, théoriques et expérimentales, en électricité et magnétisme. Son principal travail, Tentamen Theoriæ Electricitatis et Magnetismi, publié à Saint-Pétersbourg en 1759, fut la première tentative d'appliquer systématiquement les raisonnements mathématiques à ces sujets. Il publia également, en 1761, un traité, De distributione caloris per tellurem, et fut l'auteur de mémoires sur différents sujets en astronomie, mécanique, optique et mathématiques pures, tous conservés dans les journaux des sociétés savantes de Saint-Pétersbourg et Berlin. Sa discussion des effets de la parallaxe dans le transit d'une planète devant le disque solaire provoquèrent un grand intérêt en étant publiée (en 1764) entre les deux dates de transit de Vénus qui eurent lieu au XVIIIe siècle.